# John Cradock, I barone Howden
John Francis Cradock, I barone Howden (Dublino, 11 agosto 1759 – Londra, 26 luglio 1839), è stato un politico, militare e nobile irlandese.

## Biografia
Figlio di John Cradock, arcivescovo anglicano di Dublino nel 1775 venne ammesso al St John's College, Cambridge.
Nel 1777, venne nominato alfiere del 4th Regiment of Horse, incarico che lasciò nel 1779 per divenire alfiere delle Coldstream Guards, e nel 1781 venne promosso tenente. Nel 1785 acquistò la commissione di maggiore del 12° dragoni, passando poi al 13th Foot, dove fu promosso tenente colonnello nel 1789.
Comandò il 13th foot nelle Indie occidentali nel 1790, e prestò servizio nuovamente come comandante di un battaglione di granatieri nel 1793, venendo ferito in Martinica e nominato quindi aiutante di campo di Sir Charles Grey, ricevendo i complimenti del parlamento per la sua opera.
Nel 1795 venne nominato colonnello del 127th Foot ma venne posto a mezza paga con la riduzione del suo reggimento nel 1797. Nel 1798 venne nominato maggiore generale e combatté nella repressione della ribellione irlandese del 1798 come quartiermastro generale in Irlanda, distinguendosi nel corso della battaglia di Vinegar Hill. Accompagnò lord Cornwallis nella sua campagna contro le forze francesi sbarcate in Irlanda e rimase seriamente ferito nel corso della battaglia di Ballinamuck.
Cradock si interessò anche di politica e fu eletto deputato per la camera dei comuni irlandese per la costituente di Clogher nel 1785. Nel 1790, divenne membro del parlamento per Castlebar, seggio che ricoprì sino al 1798. Rappresentò quindi la costituente di Midleton dal 1799 al 1800 e successivamente quella di Thomastown sino all'Act of Union del 1801. L'anno precedente era stato nominato comandante del secondo battaglione del 54th Foot, e posto nuovamente a mezza paga con la riduzione del suo battaglione nel 1802. Nel 1803 venne nominato comandante del 71st Foot.
Nel 1801 divenne membro dello staff di sir Ralph Abercromby. Dopo la resa del Cairo e di Alessandria d'Egitto, eventi ai quali presenziò, fece parte delle forze d'occupazione che giunsero in Corsica ed a Napoli ma venne richiamato in patria dopo la firma della pace di Amiens.
Venne nominato quindi comandante in capo del Madras Army; dopo la partenza di lord Lake, comandò le forze di tutta la penisola iberica per quasi un anno. Nel 1808 venne nominato comandante delle forze inglesi in Portogallo, cedendo il comando ad Arthur Wellesley il 22 aprile 1809. Da qui si portò al comando del 43rd (Monmouthshire) Light Infantry nel gennaio del 1809, ricoprendo per breve tempo anche l'incarico di governatore di Gibilterra.
Nel 1811 venne nominato governatore della colonia del Capo e comandante delle forze locali, dimettendosi nel 1814 a favore di lord Charles Somerset. Venne promosso al rango di generale nel 1814. Nel 1819 ottenne il titolo di barone Howden nella parìa d'Irlanda e nel 1831 col medesimo titolo anche nella parìa del Regno Unito.
La città di Cradock, in Sudafrica, venne così chiamata in suo onore.

## Matrimonio
Il 17 novembre 1798 Cradock sposò lady Theodosia Sarah Frances Meade (1773-13 dicembre 1853), figlia di John Meade, I conte di Clanwilliam.